# Maurice Métral
Maurice Métral (* 5. April 1929 in Grône; † 14. Januar 2001 in Grimisuat) war ein Schweizer Schriftsteller.

## Biographie
Maurice Métral wurde 1929 als eines von zehn Kindern eines Zimmermanns geboren. Nach seiner Ausbildung zum Schreiner arbeitete er von 1949 bis 1953 an den grossen Staudämmen im Wallis. Ab 1955 arbeitete er als Lehrer für Französisch und Literatur am Jewish Institute von Bex. 1960 wurde er Journalist beim Feuille d'Avis du Valais, dessen Chefredakteur er drei Jahre später wurde. 1970 beendete er seine Tätigkeit als Journalist aus gesundheitlichen Gründen und widmete sich ganz der Arbeit als Schriftsteller.
1951 heiratete Métral Angela Romelli. Das Paar bekam fünf Kinder. Nach einigen Jahren siedelte sich die Familie Métral in Combes in der Gemeinde Grimisuat an. Maurice Métral widmete sich in seinem Werk dem Wallis und seinen Bewohnern, aber auch aktuellen Themen.

## Auszeichnungen und Ehrungen
- 1969: Prix Narcisse Michaut[3]
- 1977: Prix Broquette-Gonin[3]
- 1985: Ehrenbürger von Grône[1]
- 1992: Grand Prix de la Francophonie[3]
- 1999: Ritter der Ehrenlegion[1]

## Werke (Auswahl)
- Le chemin des larmes. 1953
- Le cœur des autres. 1960
- Écrivains en image. 1965
- La clairière aux pendus. 1968
- Les vipères rouges. 1972
- Le refuge de la tendresse. 1974
- La solitaire. 1976
- La nuit de ta victoire. 1977
- Le visage perdu. 1981
- L’étrangère. 1984
- Les feux du Ciel. 1987
- Une lueur d’éternité. 1993
- La montagne rose. 1994
- La Mort donnée. 2000
- Poèmes de toute une vie. 5 Bände, Ed. à la Carte, Sierre 2001–2006 (posthum erschienen)